# Fuego (Gemelli DiVersi)
Fuego è il terzo album in studio dei Gemelli DiVersi, uscito nel 2002. 

## Descrizione
Il singolo Mary, il cui testo parla di una ragazza che subisce violenze sessuali da parte del padre, ebbe grande successo.
L'anno seguente esce Fuego Special Edition, che comprende remix di alcuni brani presenti nello stesso disco.

## Tracce
1. 7/5/2001
2. Let's rock!
3. Tu no
4. Mary
5. Whisky & Margarita
6. Tu corri!
7. Quella cosa
8. Chillin
9. Per sempre
10. Un momento perfetto
11. Sola
12. Un mondo senza sogni
13. Tutto il calore che c'è
14. Falsi eroi
15. Noi siamo quelli

## Formazione
Gruppo
- Strano – voce
- Thema – rapping
- Grido – rapping
- THG – giradischi

Altri musicisti
- Maurizio Solieri - chitarra elettrica (traccia 14)
- Angela Baggi, Nadia Biondini, Marco D'Angelo - cori

## Classifiche
| Classifica (2003) | Posizione massima |
| ----------------- | ----------------- |
| Italia            | 7                 |